# Sankt Johann-Köppling
Sankt Johann-Köppling ist eine ehemalige Gemeinde mit 1.871 Einwohnern (Stand: 1. Jänner 2018) im Gerichtsbezirk bzw. Bezirk Voitsberg in der Steiermark in Österreich. Mit 1. Jänner 2015 wurde sie im Rahmen der steiermärkischen Gemeindestrukturreform mit der Gemeinde Söding zusammengeschlossen. Die neue Gemeinde führt den Namen Söding-Sankt Johann.

## Geografie
Sankt Johann-Köppling liegt südwestlich von Graz.

### Gliederung
Die ehemalige Gemeinde bestand aus sechs Katastralgemeinden (Fläche Stand 31. Dezember 2023):
- Hallersdorf (203,32 ha)
- Hausdorf (235,88 ha)
- Köppling (163,89 ha)
- Moosing (171,14 ha)
- Neudorf bei St. Johann (118,59 ha)
- St. Johann ob Hohenburg (131,16 ha)

Die ehemalige Gemeinde gliederte sich in sieben Ortschaften (Einwohner Stand 1. Jänner 2024):
- Hallersdorf (254 Ew.)
- Hausdorf (125 Ew.)
- Köppling (511 Ew.)
- Moosing (288 Ew.)
- Muggauberg (219 Ew.)
- Neudorf bei Sankt Johann ob Hohenburg (99 Ew.)
- Sankt Johann ob Hohenburg (374 Ew.)

## Geschichte
Bis 31. Jänner 1948 war der Gemeindename Sankt Johann ob Hohenburg. Durch die Eingemeindung von Hausdorf per 1. Jänner 1968 entstand die Gemeinde in der Größe bis Ende 2014.

## Kultur und Sehenswürdigkeiten

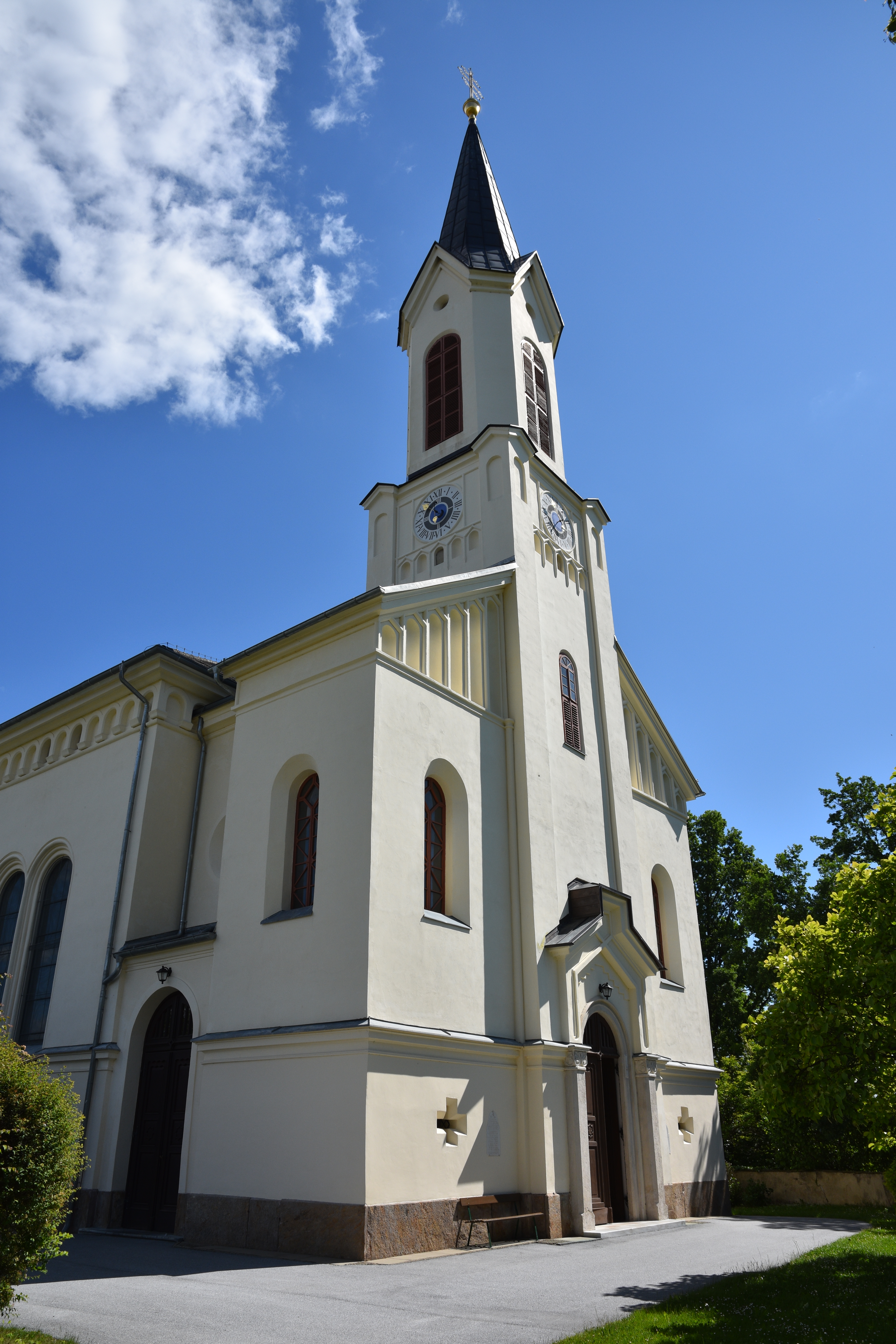
Die Pfarrkirche Sankt Johann

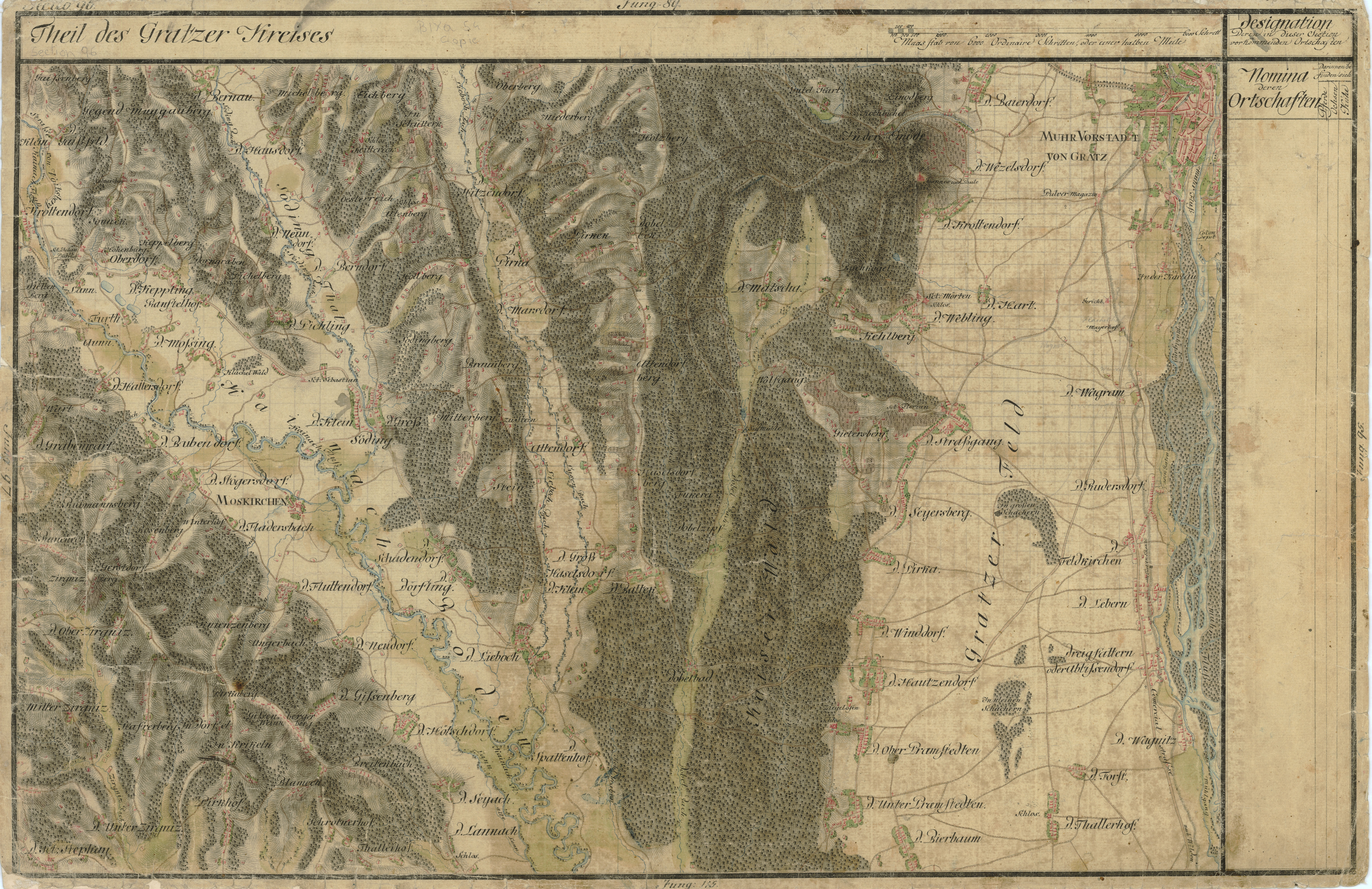
Das Dorf „Keppling“ mit St.AUT Sankt Johann-Köppling COA.jpgJohann, Hohenburg und Hallersdorf im Kainachtal (links außen) in der Josephinischen Landesaufnahme um 1790

## Politik
Der mit 31. Dezember 2014 aufgelöste Gemeinderat bestand nach der Gemeinderatswahl 2010 aus 15 Mandataren und setzte sich wie folgt zusammen:
- 12 ÖVP
- 3 SPÖ

Bürgermeister war bis zur Auflösung der Gemeinde der Abgeordnete zum Steiermärkischen Landtag Erwin Dirnberger (ÖVP).

## Wappen
Die Verleihung des Gemeindewappens erfolgte mit Wirkung vom 1. September 1978.
Blasonierung:
„Von Rot und Silber gezinnt gespalten, vorne pfahlweise ein silberner Kreuzstab, um den sich ein Spruchband schlingt; hinten sieben aufwärts gerichtete schwarze Pflugscharen, pfahlweise zu vieren und dazu versetzt zu dreien gestellt.“
Der Schild erhielt wegen der Burg einen Zinnenschnitt. Das Zeichen des Täufers Johannes ist der Kreuzstab mit Spruchband. Die sieben Pflugscharen symbolisieren das Zusammenfinden der sieben Gemeinden zu einer.